# Верховский, Тимофей Александрович
Тимофе́й Алекса́ндрович Верхо́вский (15 (26) января 1799, село Митино-Верховье, Солигаличский уезд, Костромская губерния — 6 (18) января 1879, Санкт-Петербург) — протоиерей Николаевской единоверческой церкви в Петербурге, видный деятель единоверия.
Отец врача Александра Верховского и единоверческого священника Иоанна Верховского, известных своими библейско-историческими и церковно-историческими работами и деятельностью на ниве церкви.

## Биография
Родился 15 января 1799 года в селе Митино-Верховье Солигаличского уезда Костромской губернии (ныне село Георгий Чухломского района Костромской области), где отец его служил священником.
Выучившись читать и писать, мальчик, по желанию отца, несколько зим обучал грамоте крестьянских детей своего села и в это время успел перечитать не по одному разу жития святых и Четьих-миней, церковную историю Георгия Кедрина, а также некоторые сочинения Тихона Воронежского. Ещё более в руках его перебывало книг на службе писца в Солигаличском духовном правлении.
В возрасте 15 лет Тимофей был присоединён к старообрядцам-беглопоповцам вместе со своим отцом, священником Александром Верховским, которого старообрядцы убедили к себе служить у них. Присоединение прошло в Никольском монастыре, близ посада Клинцы. Сначала Александр Верховский занял приход в Клинцах, но, когда сестра Тимофея вышла за муж за единоверческого священника, местные старообрядцы, не примирились с таким «обстоятельством», отлучили от своего общения Александр Верховского, который вынужден был уехать в Рыльск. Наказание коснулось и самого Тимофея, но именно это то «обстоятельство» и послужило первым толчком к тому, чтобы последний выбрался решил перейти в единоверие.
22 июня 1822 года Тимофей был рукоположён во священника на вторую вакансию в тот самый единоверческий Троицкий монастырь Черниговской губернии, в котором первую вакансию священника занимал его зять, и устроилось это, конечно, не без услуг последнего. С места этого служения иерей Тимофей Верховский ездил, по приглашению, на освящение единоверческих церквей, сначала в Москву, а затем в Петербург.
В эту последнюю поездку он получил предложение перейти в Санкт-Петербург. Первое служение в Петербурге о. Тимофей совершил 1 августа 1828 года. Заботы священника Тимофея Верховского по устройству прихода на месте нового своего служения обратили на него внимание обер-прокурора синода графа Протасова, а чрез последнего единоверческий священник стал известен лично и государю Николаю I. В мае 1845 года, проездом из Киева, государь заехал в посад Добрянку, в Стародубье, населённый старообрядцами. Жители поднесли ему хлеб-соль; но государь хлеба-соли не принял, грозно сказав, что он не желает принимать приношения от тех, кто не ходит в православную церковь; затем государь обещал выстроить добрянцам церковь, и если они будут ходить в неё, то — принять и хлеб-соль от них. Меры к постройке церкви, действительно, были приняты правительством немедленно, по возвращении государя в Петербург, но чтобы раскольники «не имели чем укорить за неё», для этого, по воле государя, в Добрянку был послан священник Тимофей Верховский, чтобы он, как человек в этом деле понимающий, присмотрел за устройством церкви. Им же, о. Верховским, церковь была освящена по древнему чину, и Николай I всем остался доволен, когда снова посетил Добрянку.
После этого священник Тимофей был оставлен в Стародубье уже с более широкою целью — распространения и утверждения единоверия в во всём Стародубье. Миссия эта продолжалась до 1848 года, причём два раза священник Тимофей Верховский приезжал с докладами в Петербург. Всего за это время в Стародубье было открыто восемь единоверческих приходов и, кроме того, обращён в единоверческий один Климовский Покровский монастырь. Тимофей Верховский принадлежал к числу тех представителей единоверия, которые желали бы иметь для единоверцев особого епископа, в духе известного проекта стародубского инока Никодима, видя в этом «единственно верный способ к воссоединению всех старообрядцев с православною церковию».
2 января 1848 года Покровский старообрядческий монастырь в присутствии гражданского губернатора, членов ратуши Климовского посада бывшим настоятелем о. Рафаилом был передан вновь определённому на его место единоверческому архимандриту. Привёл к единоверию богатейшего из купцов г. Клинцы Петра Исаева.